# Habenaria cochleicalcar
Habenaria cochleicalcar är en orkidéart som beskrevs av Jean Marie Bosser. Habenaria cochleicalcar ingår i släktet Habenaria och familjen orkidéer. Inga underarter finns listade i Catalogue of Life.